# ZIL-111
La ZIL-111 è un'autovettura full-size prodotta dalla Zavod Imeni Lichačëva dal 1958 al 1967.

## Storia
Il modello è stato introdotto dalla ZIL in seguito al fallimento di alcuni test effettuati sul prototipo ZIL-Moskwa nel 1956. La linea della ZIL-111 era ispirata alle Packard della metà degli anni cinquanta, in particolar modo alla Patrician del 1955.

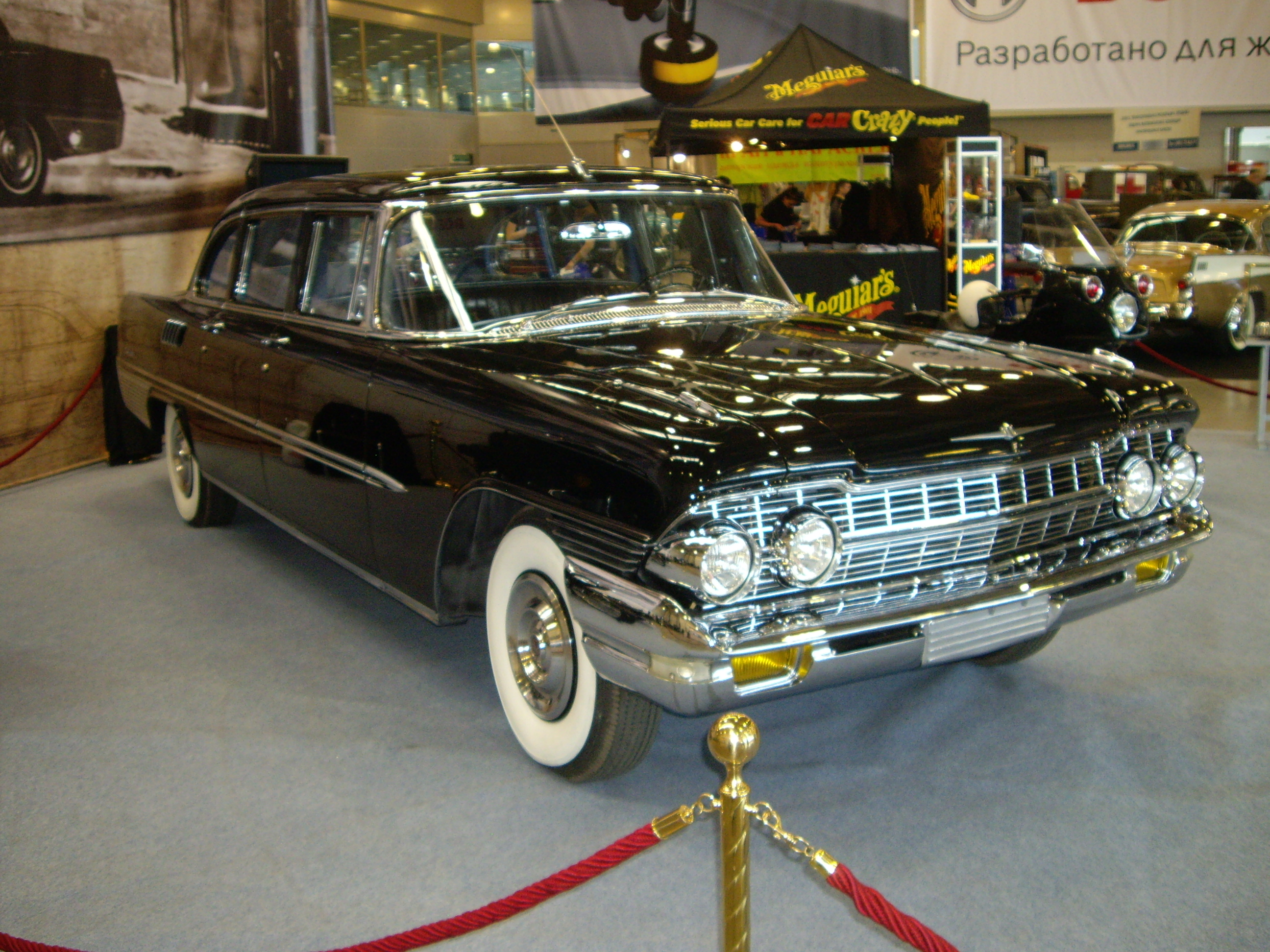
ZIL-111G

La ZIL-111 era equipaggiata da un motore V8 da 6 L di cilindrata che erogava 200 CV di potenza e che permetteva al modello di raggiungere i 170 km/h. Il motore era montato anteriormente, mentre la trazione era posteriore. Il cambio, che era una copia della trasmissione PowerFlite del gruppo Chrysler, era automatico a due rapporti. Il modello era dotato di servosterzo e di servofreno. Oltre alla versione base, furono anche prodotte la ZIL-111A, che era provvista di aria condizionata, e la ZIL-111V, che era invece la versione cabriolet (di quest'ultima, ne furono realizzati 12 esemplari).
Nel dicembre del 1962 la vettura venne aggiornata. Anche con questo restyling, la ZIL-111 era sempre disponibile in versione berlina (ZIL-111G) e cabriolet (ZIL-111D: solo 8 ne furono però assemblate). Il frontale ora assomigliava alle Cadillac prodotte dal 1961 al 1962 ed erano presenti dei doppi fanali anteriori che derivavano da quelli delle Mercury dell'inizio degli anni sessanta. In occasione della visita del presidente statunitense Dwight D. Eisenhower in Unione Sovietica, venne realizzata una versione speciale che fu chiamata ZIL-118 Yunost ("Yunost" in russo significa "Gioventù").
Come regola, la ZIL-111 fu disponibile solo per i membri del Politburo. Dal 1958 al 1967 di ZIL-111 ne furono realizzati solo 112 esemplari; di questi, 26 furono di ZIL-111G.